# Festival Internacional de Cine de San Sebastián 2010
La 58.ª edición del Festival Internacional de Cine de San Sebastián se celebró del viernes 17 al sábado 25 de septiembre de 2010 en San Sebastián.
 Entre los eventos más destacados que tuvieron lugar a lo largo del certamen se encuentra la visita de Julia Roberts, Premio Donostia.

## Jurados
Jurado de la Sección Oficial
- Goran Paskaljevic, director serbio (Presidente)
- Jo Allen, directora de maquillaje británica
- Raya Martin, director y guionista filipino
- José Coronado, actor español
- Pablo Trapero, director argentino
- Claudia Llosa, directora, guionista y productora peruana
- Lucy Walker, directora británica

Premio Horizontes
- Sebastián Cordero, director ecuatoriano (Presidente)
- Marlene Dermer, programadora de Los Angeles Latino International Film Festival
- Pilar Martínez-Vasseur, creadora del Festival de Cine Español de Nantes

Nuevos Directores
- Hans Petter Moland, director noruego (Presidente)
- Elizabeth Cabeza, directora y profesora de cine española
- Albertina Carri, directora argentina
- Marc Levy, escritor francés
- Fermín Muguruza, músico español

Encuentro Internacional de Estudiantes de Cine
- Danis Tanović, director de cine bosnio

## Películas

### Sección oficial
Las 15 películas siguientes compitieron para el premio de la Concha de Oro a la mejor película:
| Título en España    | Título original          | Director(es)                | País           |
| ------------------- | ------------------------ | --------------------------- | -------------- |
| Addicted to love    | Addicted to love         | Liu Hao                     | China          |
| Aita                | Aita                     | José María de Orbe          | España         |
| Amigo               | Amigo                    | John Sayles                 | Estados Unidos |
| Cerro Bayo          | Cerro Bayo               | Victoria Galardi            | Argentina      |
| Chicogrande         | Chicogrande              | Felipe Cazals               | México         |
| Colours in the dark | Satte Farben vor Schwarz | Sophie Heldman              | Alemania       |
| Elisa K             | Elisa K                  | Judith Colell, Jordi Cadena | España         |
| Genpin              | Genpin                   | Naomi Kawase                | Japón          |
| El gran Vázquez     | El gran Vázquez          | Óscar Aibar                 | España         |
| A casa por navidad  | Hjem til jul             | Bent Hamer                  | Noruega        |
| Encontré al diablo  | Akmareul boattda         | Kim Ji-woon                 | Corea del Sur  |
| La mezquita         | A Jamaâ                  | Daoud Aoulad-Syad           | Marruecos      |
| Misterios de Lisboa | Mistérios de Lisboa      | Raúl Ruiz                   | Portugal       |
| Neds                | Neds                     | Peter Mullan                | Reino Unido    |
| Pa negre            | Pa negre                 | Agusti Villaronga           | España         |

#### Fuera de competición
Las películas siguientes fueron seleccionadas para ser exhibidas fuera de competición: 
Largometrajes
| Título en español           | Título original             | Director(es)          | País           |
| --------------------------- | --------------------------- | --------------------- | -------------- |
| Bicicleta, cuchara, manzana | Bicicleta, cuchara, manzana | Carles Bosch          | España         |
| Come, reza, ama             | Eat Pray Love               | Ryan Murphy           | Estados Unidos |
| La llave de Sarah           | Elle s'appelait Sarah       | Gilles Paquet-Brenner | Francia        |

### Otras secciones oficiales

#### Horizontes latinos
El Premio Horizontes impulsa el conocimiento de los largometrajes producidos total o parcialmente en América Latina, dirigidos por cineastas de origen latino, o bien que tengan por marco o tema comunidades latinas del resto del mundo.
| Título original     | Director(es)        | País       |
| ------------------- | ------------------- | ---------- |
| A tiro de piedra    | Sebastián Hiriart   | México     |
| Abel                | Diego Luna          | México     |
| Agua fría de mar    | Paz Fábrega         | Costa Rica |
| La mirada invisible | Diego Lerman        | Argentina  |
| Lo que más quiero   | Delfina Castagnino  | Argentina  |
| Nostalgia de la luz | Patricio Guzmán     | Chile      |
| Octubre             | Daniel y Diego Vega | Chile      |
| Por tu culpa        | Anahí Berneri       | Argentina  |
| Post Mortem         | Pablo Larraín       | Chile      |
| Rompecabezas        | Natalia Smirnoff    | Argentina  |

#### Zabaltegi Perlas
Las 12 películas proyectadas en esta sección son largometrajes inéditos en España, que han sido aclamados por la crítica y/o premiados en otros festivales internacionales. Estas fueron las películas seleccionadas para la sección:
| Título español                        | Título original                               | Director(es)                        | País               |
| ------------------------------------- | --------------------------------------------- | ----------------------------------- | ------------------ |
| Miel                                  | Bar                                           | Semih Kaplanoglu                    | Turquía            |
| Poesía                                | Shi                                           | Lee Chang-dong                      | Corea del Sur      |
| Buried                                | Buried                                        | Rodrigo Cortés                      | España             |
| Carancho                              | Carancho                                      | Pablo Trapero                       | Argentina          |
| Cirkus Columbia                       | Cirkus Columbia                               | Danis Tanovic                       | Bosnia Herzegovina |
| Happythankyoumoreplease               | Happythankyoumoreplease                       | Josh Radnor                         | Estados Unidos     |
| Exit through the gift shop            | Exit through the gift shop                    | Banksy                              | Reino Unido        |
| Le Quattro Volte                      | Le Quattro Volte                              | Michelangelo Frammartino            | Italia             |
| The Oath                              | The Oath                                      | Laura Poitras                       | Estados Unidos     |
| Separados, juntos                     | Tuan yuan                                     | Wang Quan'an                        | China              |
| El mundo según Barney                 | Barney's Version                              | Richard J. Lewis                    | Canadá             |
| ¿Cuánto pesa su edificio, Sr. Foster? | How Much Does Your Building Weigh, Mr Foster? | Carlos Carcas, Norberto López Amado | España             |

#### Zabaltegi-Nuevos Directores
Esta sección agrupa los primeros o segundos largometrajes de sus cineastas, inéditos o que solo han sido estrenados en su país de producción y producidos en el último año. Estas fueron las películas seleccionadas para la sección:
| Título en español         | Título original           | Director(es)           | País           |
| ------------------------- | ------------------------- | ---------------------- | -------------- |
| Blog                      | Blog                      | Elena Trapé            | España         |
| Beautiful Boy             | Beautiful Boy             | Shawn Ku               | Estados Unidos |
| El bautizo                | Chrzest                   | Marcin Wrona           | Polonia        |
| Los colores de la montaña | Los colores de la montaña | Carlos César Arbeláez  | Colombia       |
| Gesher                    | Gesher                    | Vahid Vakilifar        | Irán           |
| Estrellas que alcanzar    | Izarren argia             | Mikel Rueda            | España         |
| Marieke                   | Marieke, Marieke          | Sophie Schoukens       | Bélgica        |
| Las marimbas del infierno | Las marimbas del infierno | Julio Hernández Cordón | Guatemala      |
| Lucía                     | Lucía                     | Niles Atallah          | Chile          |
| Elsewhere                 | Elsewhere                 | Nathan Hope            | Estados Unidos |
| La vida útil              | La vida útil              | Federico Veiroj        | Uruguay        |

#### Zabaltegi-Especiales
Esta sección agrupa un espacio heterogéneo que muestra algunas de las propuestas más interesantes del panorama cinematográfico del año: nuevos trabajos de directores que han estado presentes en el Festival o de invitados y miembros del jurado, así como estrenos de cintas inéditas con un interés especial. Estas fueron las películas seleccionadas para la sección:
| Título en español                              | Título original                                | Director(es)     | País           |
| ---------------------------------------------- | ---------------------------------------------- | ---------------- | -------------- |
| Countdown to Zero                              | Countdown to Zero                              | Lucy Walker      | Estados Unidos |
| Guest                                          | Guest                                          | José Luis Guerín | España         |
| La noche que no acaba                          | La noche que no acaba                          | Isaki Lacuesta   | España         |
| Yves Saint Laurent - Pierre Bergé, l'amour fou | Yves Saint Laurent - Pierre Bergé, l'amour fou | Pierre Thoretton | Francia        |

#### Encuentro Internacional de Estudiantes de Cine
Esta sección agrupa trabajos de estudiantes de escuelas de cine de todo el mundo, cuyos trabajos han sido previamente seleccionados, para que participen en proyecciones de sus cortometrajes. Estos fueron los trabajos seleccionados para la sección:
| Título original                     | Director(es)           | País             |
| ----------------------------------- | ---------------------- | ---------------- |
| Ambiente Familiar                   | Carlos Leiva           | España           |
| Babylon 2084                        | Christian Schleisiek   | Alemania         |
| Belle salope                        | Philippe Roger         | Francia          |
| Deuteronomio                        | Angello Faccini        | Italia           |
| Dom Smierci                         | Matej Bobrik           | Polonia          |
| Estocolmo                           | Juan Francisco Viruega | España           |
| Ezra rishona                        | Yarden Karmin          | Israel           |
| Fin de semana                       | Alfredo Colman         | Argentina        |
| Hinkerort zorasune                  | Vatche Boulghourjian   | Estados Unidos   |
| Noche ¿de paz?)                     | Juan Galiñanes         | España           |
| Jakob                               | Benjamin Moritz Gronau | Alemania-Francia |
| Los minutos, las horas              | Janaína Marqués        | Cuba             |
| Miten marjoja poimitaan             | Elina Talvensaari      | Finlandia        |
| Outing                              | Zhi Wei Jow            | Singapur         |
| The confession'                     | Tanel Toom             | Reino Unido      |
| The lives and times of Abraham Kahn | Dahan Yaron            | Israel           |
| Túneles en el río'                  | Igor Galuk             | Argentina        |

### Otras secciones

#### Zinemira
Sección dedicada los largometrajes con un mínimo de un 20% de producción vasca que se estrenan mundialmente así como aquellos hablados mayoritariamente en euskera. Todos ellos son candidatos al Premio Irizar al Cine Vasco. Estas fueron las películas seleccionadas para la sección:
| Título en español            | Título en original           | Director(es)                       |
| ---------------------------- | ---------------------------- | ---------------------------------- |
| En 80 días                   | 80 egunean                   | José Mari Goenaga, Jon Garaño      |
| Ámár (corto)                 | Ámár (corto)                 | Isabel Herguera                    |
| Amerikanuak                  | Amerikanuak                  | Ignacio Reig                       |
| Artalde (corto)              | Artalde (corto)              | Asier Altuna                       |
| Daisy Cutter                 | Daisy Cutter                 | Rubén Salazar, Enrique García      |
| El premio (corto)            | El premio (corto)            | León Siminiani                     |
| Exhibition 19                | Exhibition 19                | Alaitz Arenzana                    |
| Khorosho (corto)             | Khorosho (corto)             | Miguel Ángel Jiménez               |
| La gran carrera (corto)      | La gran carrera (corto)      | Kote Camacho                       |
| La plaza de la música        | La plaza de la música        | Juan Miguel Gutiérrez              |
| Operación Comête             | Mugaldekoak                  | Fernando Bernués, Mireia Gabilondo |
| Prohibido recordar           | Debekatuta dago Oroitzea     | Txaber Larreategi, Josu Martínez   |
| Ondar ahoak                  | Ondar ahoak                  | Angel Aldarondo                    |
| Simplemente                  | Simplemente                  | John Andueza                       |
| TTAUP, TTAUP! Arraun kolpeka | TTAUP, TTAUP! Arraun kolpeka | Eneko Dorronsoro Senosiain         |
| Un novio de mierda (corto)   | Un novio de mierda (corto)   | Borja Cobeaga                      |

#### Made in Spain
Sección dedicada a una serie de largometrajes españoles que se estrenan en el año. Estas fueron las películas seleccionadas para la sección:
| Título original                             | Director(es)                |
| ------------------------------------------- | --------------------------- |
| REC 2                                       | Jaume Balagueró, Paco Plaza |
| Caracremada                                 | Lluís Galter                |
| Celda 211                                   | Daniel Monzón               |
| Cerca de tus ojos                           | Elías Querejeta             |
| Donde el olor del mar no llega              | Lilian Rosado González      |
| El cónsul de Sodoma                         | Sigfrid Monleón             |
| El mal ajeno                                | Oskar Santos                |
| El problema, Testimonio del pueblo Saharaui | Jordi Ferrer, Pablo Vidal   |
| Esquivar y pegar                            | Juanjo Giménez, Adán Aliaga |
| Estigmas                                    | Adán Aliaga                 |
| Fake Orgasm                                 | Jo Sol                      |
| Habitación en Roma                          | Julio Medem                 |
| La isla interior                            | Félix Sabroso, Dunia Ayaso  |
| La tierra habitada                          | Anna Sanmartí               |
| María y yo                                  | Félix Fernández de Castro   |
| Nacidas para sufrir                         | Miguel Albaladejo           |
| Pájaros de papel                            | Emilio Aragón               |
| Que se mueran los feos                      | Nacho G. Velilla            |
| Rabia                                       | Sebastián Cordero           |

#### Cine en Construcción
Este espacio, coordinado por el propio Festival juntamente con Cinélatino, Rencontres de Toulouse, se exhiben producciones latinoamericanas en fase de postproducción. Estas fueron las películas seleccionadas para la sección:
| Título en original          | Director(es)                            | País      |
| --------------------------- | --------------------------------------- | --------- |
| Asalto al cine              | Iria Gómez Concheiro                    | México    |
| Distancia                   | Sergio Ramírez                          | Guatemala |
| El lenguaje de los machetes | Kyzza Terrazas                          | México    |
| Entre la noche y el día     | Bernardo Arellano                       | México    |
| Karen llora en un bus       | Gabriel Rojas Vera                      | Colombia  |
| Mitómana                    | José Luis Sepúlveda, Carolina Adriazola | Chile     |
| Todos tus muertos           | Carlos Moreno                           | Colombia  |

#### Cine en Movimiento
Este programa, organizado por el Festival de San Sebastián con la colaboración de los festivales internacionales de Amiens (Francia) y de Friburgo (Suiza), está compuesto exclusivamente por largometrajes en final de rodaje o en etapa de postproducción y tiene por objeto facilitar la conclusión de las películas presentadas. Este año las películas fueron las de los países árabes en vía de desarrollo: Irak, Jordania, Líbano, Palestina y Siria. Fueron las siguientes:
| Título en original                 | Director(es)                        | País      |
| ---------------------------------- | ----------------------------------- | --------- |
| Chaplin of the Mountains           | Jano Rosebiani                      | Irak      |
| House for Sale                     | Atea Al Daradji, Mohamed Al Daradji | Irak      |
| En el filo                         | Leïla Kilani                        | Marruecos |
| This is my picture when I was dead | Mahmoud al Massad                   | Jordania  |

### Retrospectivas

#### Retrospectiva clásica. Homenaje aDon Siegel
La retrospectiva de ese año fue dedicado a la obra del cineasta estadounidense Don Siegel (1912-1991). Se proyectó la totalidad de su filmografía.
| Título en español                      | Título en original             | Año  |
| -------------------------------------- | ------------------------------ | ---- |
| Baby Face Nelson                       | Baby Face Nelson               | 1957 |
| An Annapolis Story                     | An Annapolis Story             | 1955 |
| China Venture                          | China Venture                  | 1953 |
| La gran estafa                         | Charley Varrick                | 1973 |
| La jungla humana                       | Coogan's Bluff                 | 1968 |
| La ciudad sin ley                      | Death of a Gunfighter          | 1969 |
| Harry el sucio                         | Dirty Harry                    | 1971 |
| Al borde de la eternidad               | Edge of Eternity               | 1959 |
| Fuga de Alcatraz                       | Escape from Alcatraz           | 1979 |
| Estrella de fuego                      | Flaming Star                   | 1960 |
| Comando                                | Hell is For Heroes             | 1962 |
| Hitler Lives (corto)                   | Hitler Lives (corto)           | 1945 |
| La invasión de los ladrones de cuerpos | Invasion of the Body Snatchers | 1956 |
| Brigada homicida                       | Madigan                        | 1962 |
| Almas en tinieblas                     | Night Unto Night               | 1949 |
| Infierno 36                            | Private Hell 36                | 1954 |
| Motín en el pabellón 11                | Riot in Cell Block 11          | 1954 |
| Golpe audaz                            | Rough Cut                      | 1980 |
| Aventura para dos                      | Spanish Affair                 | 1958 |
| Star in the Night (corto)              | Star in the Night (corto)      | 1945 |
| Un extraño en el camino (TV)           | Stranger on the Run            | 1967 |
| Teléfono                               | Telefon                        | 1967 |
| El seductor                            | The Beguiled                   | 1971 |
| El gran robo                           | The Big Steal                  | 1949 |
| El molino negro                        | The Black Windmill             | 1974 |
| Duelo en Silver Creek                  | Duel at Silver Creek           | 1952 |
| Balas de contrabando                   | The Gun Runners                | 1958 |
| El carnaval de la muerte (TV)          | The Hanged Man                 | 1964 |
| Código del hampa                       | The Killers                    | 1964 |
| Contrabando                            | The Lineup                     | 1958 |
| El último pistolero                    | The Shootist                   | 1976 |
| El veredicto                           | The Verdict                    | 1946 |
| Dos mulas y una mujer                  | Two Mules for Sister Sara      | 1970 |

#### Retrospectiva temática: Nuevos caminos de la no ficción
Esta ciclo hace un repaso a una amplia retrospectiva del cine de no ficción contemporáneo.
| Título en español                                    | Título en original                                                 | Director                               | Año  |
| ---------------------------------------------------- | ------------------------------------------------------------------ | -------------------------------------- | ---- |
| Aileen: vida y muerte de una asesina                 | Aileen: Life and Death of a Serial Killer                          | Nick Broomfield, Joan Churchill        | 2003 |
| Aral, el mar perdido                                 | Aral, el mar perdido                                               | Isabel Coixet                          | 2010 |
| Autobiografía de Nicolae Ceaucescu                   | Autobiografia lui Nicolae Ceausescu                                | Andrei Ujica                           | 2010 |
| Bloqueo                                              | Blokada                                                            | Sergei Loznitsa                        | 2006 |
| Boxing Gym                                           | Boxing Gym                                                         | Frederick Wiseman                      | 2010 |
| Bright Leaves                                        | Bright Leaves                                                      | Ross McElwee                           | 2003 |
| Cinco condiciones                                    | De fem benspænd                                                    | Lars von Trier, Jorgen Leth            | 2003 |
| Mysterious Object at Noon                            | Dokfa nai meuman                                                   | Apichatpong Weerasethakul              | 2000 |
| En construcción                                      | En construcción                                                    | José Luis Guerín                       | 2001 |
| En el hoyo                                           | En el hoyo                                                         | Juan Carlos Rulfo                      | 2006 |
| Reconocer y perseguir                                | Erkennen und verfolgen                                             | Harun Farocki                          | 2003 |
| Eût-elle été criminelle... (corto)                   | Jean-Gabriel Périot                                                | 2006                                   |      |
| Fahrenheit 9/11                                      | Fahrenheit 9/11                                                    | Michael Moore                          | 2004 |
| Jesus, You Know                                      | Jesus, Du weisst                                                   | Ulrich Seidl                           | 2003 |
| Juego de escena                                      | Jogo de cena                                                       | Eduardo Coutinho                       | 2007 |
| Cielo, viento, fuego, agua, tierra                   | Kya ka ra ba a                                                     | Naomi Kawase                           | 2001 |
| La leyenda del tiempo                                | La leyenda del tiempo                                              | Isaki Lacuesta                         | 2006 |
| La vida moderna                                      | Profils paysans: la vie moderne                                    | Raymond Depardon                       | 2008 |
| Las playas de Agnès                                  | Les Plages d'Agnès                                                 | Agnès Varda                            | 2008 |
| Los Angeles Plays Itself                             | Los Angeles Plays Itself                                           | Thom Andersen                          | 2003 |
| Los rubios                                           | Los rubios                                                         | Albertina Carri                        | 2003 |
| Lucio                                                | Lucio                                                              | Aitor Arregi, José Mari Goenaga        | 2007 |
| Más allá del espejo                                  | Más allá del espejo                                                | Joaquím Jordá                          | 2006 |
| Los tres espacios de la melancolía                   | Melancholian 3 huonetta                                            | Pirjo Honkasalo                        | 2004 |
| My Winnipeg                                          | My Winnipeg                                                        | Guy Maddin                             | 2007 |
| Avenge But One of My Two Eyes                        | Nekam Achat Mishtey Eynay                                          | Avi Mograbi                            | 2005 |
| Oh! Uomo                                             | Oh! Uomo                                                           | Yervant Gianikian, Angela Ricci Lucchi | 2004 |
| Profit Motive and the Whispering Wind                | Profit Motive and the Whispering Wind                              | John Gianvito                          | 2007 |
| Ruta 181: fragmentos de un viaje en Palestina-Israel | Route 181: Fragments of a Journey in Palestine-Israël              | Eyal Sivan, Michel Khleifi             | 2004 |
| S21: La máquina roja de matar                        | S-21, la machine de mort Khmère rouge                              | Rithy Panh                             | 2003 |
| Sobibor, 14 de octubre 1943, 16h.                    | Sobibór, 14 octobre 1943, 16 heures                                | Claude Lanzmann                        | 2001 |
| Tarnation                                            | Tarnation                                                          | Jonathan Caouette                      | 2004 |
| The Devil and Daniel Johnston                        | The Devil and Daniel Johnston                                      | Jeff Feuerzeig                         | 2005 |
| La mugre y la furia                                  | The Filth and the Fury                                             | Julien Temple                          | 2000 |
| Rumores de guerra                                    | The Fog of War: Eleven Lessons from the Life of Robert S. McNamara | Errol Morris                           | 2003 |
| The Marina Experiment (corto)                        | The Marina Experiment (corto)                                      | Marina Lutz                            | 2009 |
| The Wild Blue Yonder                                 | The Wild Blue Yonder                                               | Werner Herzog                          | 2005 |
| Al oeste de los raíles                               | Tie Xi Qu: West of the Tracks                                      | Wang Bing                              | 2002 |
| When the Levees Broke: A Requiem in Four Acts        | When the Levees Broke: A Requiem in Four Acts                      | Spike Lee                              | 2006 |

## Palmarés

### Premios oficiales
Premios oficiales:
- Concha de Oro: Neds de Peter Mullan
- Premio Especial del Jurado: Elisa K de Judith Colell y Jordi Cadena
- Concha de Plata al mejor director: Raúl Ruiz por Misterios de Lisboa
- Concha de plata a la Mejor Actriz: Nora Navas por Pa negre
- Concha de plata al Mejor Actor: Connor McCarron por Neds
- Premio del jurado a la mejor fotografía: Jimmy Gimferrer por Aita
- Premio del jurado al mejor Guion: Bent Hamer por A casa por navidad
- Mención Especial del Jurado: A Jammâ de Daoud Aoulad-Syad

### Premios honoríficos
Premio Donostia
- Julia Roberts[15]

Premio Zinemiraː
- Álex Angulo

### Otros premios oficiales
- Premio Nuevos Directores: Los colores de la montaña de Carlos César Arbeláez
  - Mención especial: La vida útil de Federico Veiroj
  - Mención especial: Nothing's all bad de Mikkel Munch-Fals
- Premio Horizontes: Abel de Diego Luna
  - Mención especial: A tiro de piedra  de Sebastián Hiriart

#### Premio Encuentro Internacional de Estudiantes de Cine
- Premio Panavision: Los minutos, las horas de Janaína Marqués
- Segundo premio: Miten marjoja poimitaande Elina Talvensaari
- Tercer premio: Ambiente Familiar de Carlos Leiva

#### Premios del público
- Premio del público: El mundo según Barney de Richard J. Lewis
  - Premio película europea: ¿Cuánto pesa su edificio, Sr. Foster? de Carlos Carcas, Norberto López Amado
- Premio de la juventud: Abel de Diego Luna
- Premio Serbitzu Saria: Dos hermanos de Imanol Rayo

#### Premios de la industria
- Premios Cine en Construcción: Entre la noche y el día de  Bernardo Arellano
- Premio Casa de América:  Asalto al cine de Iria Gómez Concheiro
- Premio Cine en movimiento:  Sur le planche de Leïla Kilani

### Otros premios
- Premio TVE - Otra Mirada: Cerro Bayo de Victoria Galardi
  - Mención especial del jurado: Blog de Elena Trapé

### Premios paralelos
- Premio FIPRESCI: Genpin de Naomi Kawase
- Premio SIGNIS: Addicted to love de Liu Hao
- Premio de la Asociación de Donantes de Sangre de Gipuzkoa, a la Solidaridad / Elkartasun Saria: Addicted to love de Liu Hao
  - Mención especial del jurado: Bicicleta,  cuchara,  manzana de Carles Bosch
- Premio Sebastiane: En 80 días de José Mari Goenaga y Jon Garaño